# Turnera violacea
Turnera violacea là một loài thực vật có hoa trong họ Lạc tiên. Loài này được Brandegee miêu tả khoa học đầu tiên năm 1924.